# Antiochus von Sulci

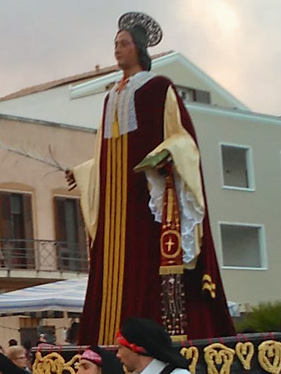
Statue des Heiligen

Antiochus von Sulci (lateinisch Antiochus Sulcis oder Antiochus Sardus, italienisch Antioco di Sulcis; * um 95 in Mauretanien, Nordafrika, † um 125 auf dem Sulcis-Archipel vor der Küste Sardiniens) war Christ. Er wird als Märtyrer und Heiliger verehrt und gilt als Schutzpatron Sardiniens. Sein Gedenktag ist der 13. Dezember (regional auch der 13. November).

## Vita
Der Legende zufolge war Antiochus ein Arzt, der unter der Herrschaft des Kaisers Hadrian in Kappadokien und Galatien zahlreiche Menschen zum Christentum bekehrt habe und daraufhin zur Zwangsarbeit in den Minen der Insel Sulci verurteilt worden sei. Dort habe er jedoch seinen Aufseher Cyriacus bekehrt und heimlich eine unterirdische Kapelle errichtet, ehe er zum Tode verurteilt und auf der Insel hingerichtet worden sei. Eine andere Überlieferung verlegt das Martyrium allerdings nach Elaiussa Sebaste, wo er gemeinsam mit Cyriacus hingerichtet worden sein soll.

## Verehrung
Die heutige Insel Sant’Antioco unmittelbar vor der Südwestküste Sardiniens und der Hauptort dieser Insel (Sant’Antioco) sind nach dem Heiligen benannt. Ursprünglich hieß diese Insel Sulci oder auch Plumbaria nach den dortigen Bleivorkommen – noch heute heißt die ganze Inselgruppe Sulcis-Archipel.
Über seinem vermuteten Grab steht die Kirche Sant’Antioco Martire. Insbesondere in den USA entwickelte sich nach diesem Heiligen die eigene Glaubensrichtung antiochisch-orthodox und antiochisch-griechisch-orthodox.

## Darstellung
Mittelalterliche Bildnisse des Heiligen sind nicht bekannt; die wenigen neuzeitlichen Darstellungen zeigen ihn in einer Art Priestergewand.